# Ramón Martínez Rodríguez
Ramón Martínez Rodríguez (Madrid, 13 de março de 1982) é um filósofo, escritor e ativista da comunidade LGBTQ da Espanha.

## Carreira
Rodríguez concluiu seu mestrado em Gestão Cultural e possui um doutorado pela Universidade Complutense de Madrid. Atua como pesquisador de literatura, com sua área de interesse na literatura homossexual espanhola, e estudou o teatro barroco espanhol, sobretudo as representações da homossexualidade, a efeminação e o travestismo.
Em 2016, publicou seu ensaio La cultura de la homofobia y cómo acabar por ella, da editora Egales, com uma introdução do então presidente do governo espanhol José Luis Rodríguez Zapatero. Quando Rodríguez anunciou a publicação do livro, recebeu ameaças de morte e insultos em redes sociais, sobretudo no então Twitter, atual X. Em 2017, Ramón Rodríguez publicou o estudo Lo nuestro sí que es mundial: Introducción a la historia dele movimento LGTB em España, que analisa a genealogia ativista da Espanha sobre a diversidade sexual e de gênero e oferece um contexto sobre o desenrolar histórico do movimento LGBT no país.
Rodríguez atuou como escritor de ficção, como o romance Esta noche tú decides, obra que foi finalista do IX Prêmio Odisea de Narrativa LGT de 2007.
Rodríguez colaborou ativamente com associações como Arcópoli, COGAM e Fundación Triángulo. Além disso, é membro do Partido Socialista Operário Espanhol dede 2009. Rodríguez se afiliou ao partido por seu compromisso com o direitos sociais e com a causa do casamento entre pessoas do mesmo sexo na Espanha.